# Chiesa di San Romualdo (Roma)
La chiesa di San Romualdo era una chiesa conventuale che sorgeva su quello che oggi è il lato sud della via Cesare Battisti, nelle vicinanze di piazza Venezia, nel rione Trevi di Roma, una via che anticamente era nota come "via di San Romualdo". Era dedicata a san Romualdo, il fondatore dell'ordine dei camaldolesi. Fu demolita nel 1878.

## Storia
Questa chiesa non era antica, ma era stata costruita per sostituirne un'altra: si trattava di una chiesa medioevale, all'epoca nota come "San Niccolò de Forbitoribus", che si trovava dove oggi sorge l'oratorio di San Francesco Saverio del Caravita, nel rione Colonna. Risaliva al dodicesimo secolo e fu menzionata per la prima volta nel 1192. Sembra che il suo campanile sia stato danneggiato seriamente da un fulmine nel 1405, ma era ancora aperta alla fine del quindicesimo secolo.
Nel 1551, la vecchia chiesa venne assegnata ai monachi camaldolensi, che all'epoca non erano ancora divisi in varie congregazioni diverse. L'ordine stava per ottenere un monastero vero e proprio a Roma, presso la chiesa di San Gregorio Magno al Celio, nel 1573, ma si ritenne opportuno costruire una sede a Roma per rappresentare tutti i monasteri dell'ordine. Perciò, la vecchia chiesa venne demolita e ricostruita con un piccolo monastero annesso, venendo ridedicata a sant'Antonio d'Egitto. Come per altre istituzioni antiche a Roma, il monastero era noto ai romani come "ospizio", poiché la sua funzione principale era quella di accogliere i monaci dell'ordine che visitavano Roma (in latino: hospes, "ospiti").

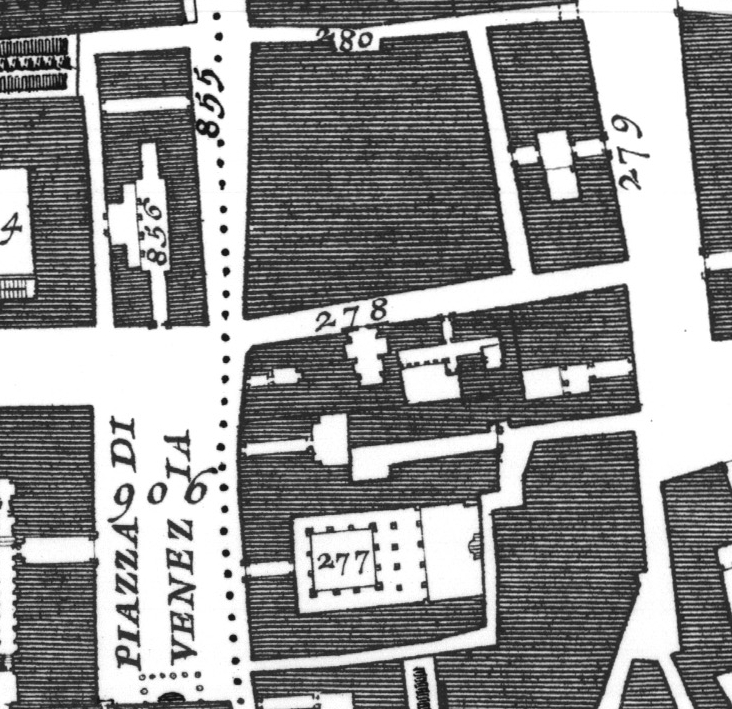
La chiesa (indicata dal numero 278) nella mappa di Roma del Nolli (1748).

In seguito venne fondata la congregazione camaldolese di Monte Corona con la sua propria chiesa e il suo monastero di San Leonardo dei Camaldolesi. Il motivo della scissione era che l'ordine originario era formato da monaci eremiti che vivevano in comunità e sorsero dei dibattiti su quale dovesse essere la priorità, se seguire la vita eremitica o quella cenobitica. I monaci di Monte Corona difendevano la prima opzione.
Nel 1631, il complesso fu acquistato dai gesuiti e venne demolito per fare spazio per un ampliamento del collegio Romano. L'oratorio del Caravita fu costruito sul sito della chiesa antica e l'ordine fece costruire una chiesa e un convento del tutto nuovi nelle vicinanze. Il monastero di San Gregorio si occupava di amministrare e fornire il personale per la nuova istituzione; tutti i monasteri dell'ordine la sostennero a livello pecuniario.
Alla fine, il complesso e la chiesa furono espropriati nel 1873. La strada fu allargata nel 1878 e, nell'ambito dei lavori per trasformare la piazza Venezia in uno snodo dei trasporti per la "Roma moderna", la chiesa fu demolita. Al santo camaldolese fu poi dedicata la chiesa di San Romualdo Abate a Monte Migliore, una delle chiese moderne di Roma più isolate e rurali.

## Descrizione

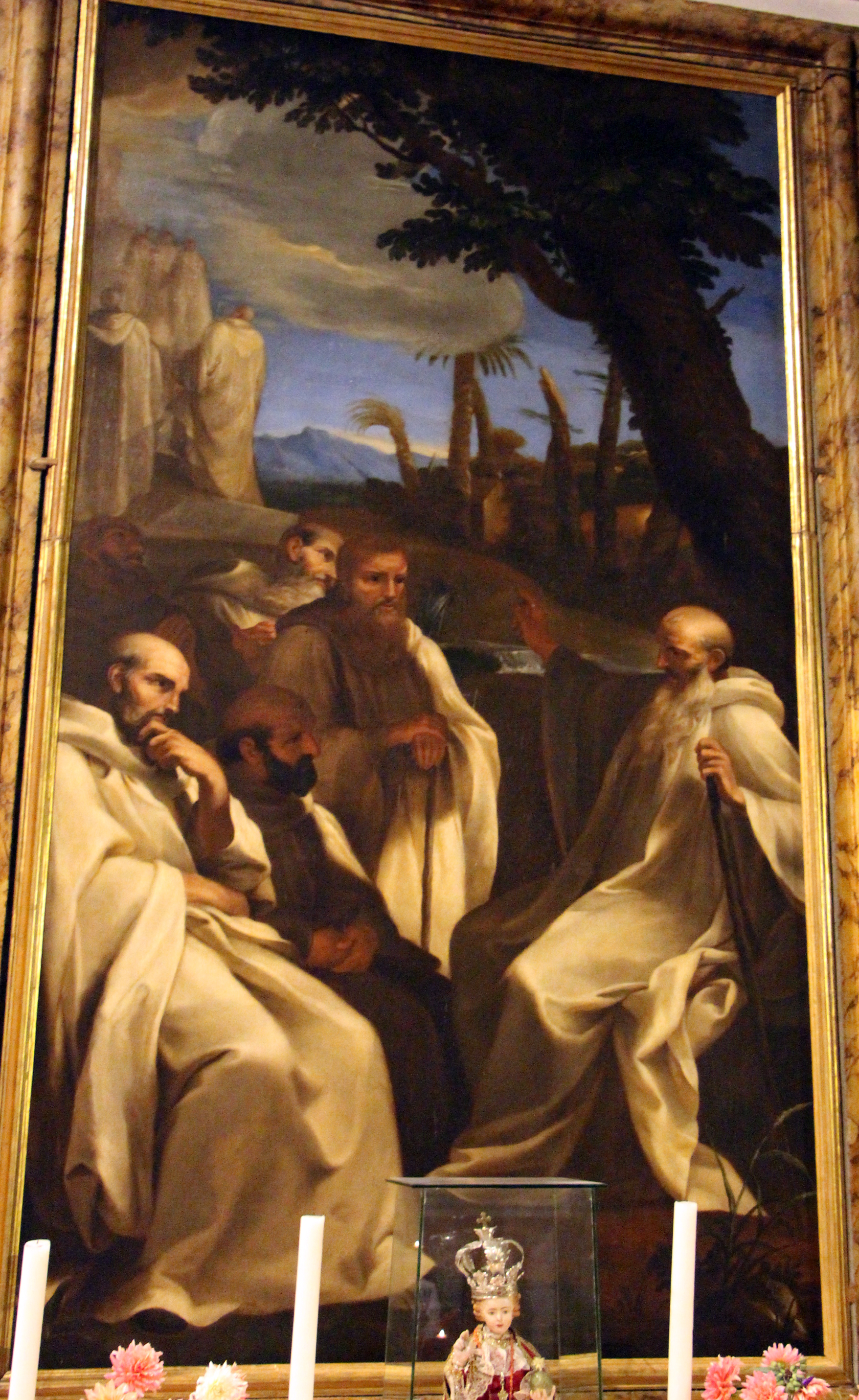
La Visione di San Romualdo, la pala dell'altare maggiore della chiesa, oggi nella pinacoteca Vaticana.

Prima della fine del diciannovesimo secolo, piazza Venezia era molto più piccola rispetto a quella attuale. La via del Corso era più stretta nel punto di congiunzione con la piazza ed era più a est. La linea dei palazzi a est proseguiva. La via di San Romualdo, allora, era costituita solo dal marciapiede sul lato nord e dalla carreggiata nord dell'attuale via Cesare Battisti. La corsia sud segna il punto dove si trovava la facciata della chiesa. Quando la piazza fu ampliata, fu demolito anche il palazzo Bolognetti, che si trovava nel lato orientale della piazza, nei pressi della chiesa e del monastero. L'odierno palazzo delle Assicurazioni Generali, che lo sostituì ha la facciata occidentale più a est rispetto al palazzo antico, lasciando dello spazio per l'ampliamento della piazza. La nuova via Cesare Battisti, notevolmente ampliata, inghiottì buona parte del sito dove sorgeva il complesso.
La pianta della chiesa era a croce greca, con due grandi cappelle laterali e un'abside rettangolare aggettante dal presbiterio. Il monastero era rivolto a est e aveva tre ali che formavano una "J" sui lati. L'ala principale si affacciava sulla strada e aveva un'entrata al centro. Conduceva a un chiostro lungo e stretto con un passaggio ad arcate che correva da ovest a est a partire dalla chiesa e che collegava le ali del monastero. Dall'altro lato c'era un cortile, che era condiviso con altri edifici secolari a sud.
La pala d'altare dell'altare maggiore, la Visione di San Romualdo, di Andrea Sacchi, oggi si trova ai Musei Vaticani. Venne portata via dal luogo all'inizio del diciannovesimo secolo e fu sostituita da una copia. Le due cappelle laterali erano dedicate alla Crocifissione e alla Visitazione.